# Sardargarh-Baramajmu
Sardargarh-Baramajmu fou un estat tributari protegit a l'agència de Kathiawar amb una superfície de 146 km² i una població el 1921 de 6.824 habitants. Estava format per dotze pobles i tenia uns ingressos de 200.000 rupies.
L'estat es va fundar el 1733 per la partició del districte de Bantva del principat de Junagarh a la mort de Nawab Saheb Salabat Muhammadkhan Babi de Junagadh. El germà gran (segon fill) va esdevenir sobirà de Manavadar i el segon (tercer fill) de Bantva-Sardargarh. Al seu torn el principat de Sardargarh es va dividir a la mort del primer sobirà, Sherzaman Khan, en Sardargarh-Bantva i Sardagarh-Baramajmu.
Els governants foren:
- Khan Shri SHERZAMANKHANJI SALABAT MUHAMMEDKHANJI 1733-?
- Khan Shri EDALKHANJI SHERZAMANKHANJI (fill)
- Khan Shri MUHAMMEDKHANJI EDALKHANJI (fill)
- Khan Shri SHER BULANDKHANJI MUHAMMEDKHANJI (fill)
- Khan Shri SHERKHANJI SHERBULANDKHANJI (fill)
- Khan Shri RUSTAMKHANJI SHERBULANDKHANJI ? - 1903 (germà)
- Khan Shri SHER BULANDKHANJI RUSTAMKHANJI 1903-1934
- Khan Shri SHER KHANJI SHERBULANDKHANJI 1934-1949